# 1809 في الولايات المتحدة
فيما يلي قوائم الأحداث التي وقعت خلال عام 1809 في الولايات المتحدة.

## سياسة

### تعيين في المنصب
- 1 يناير – روبرت سميث وزير الخارجية الأمريكي.
- 4 مارس – جيمس ماديسون رئيس الولايات المتحدة.
- 4 مارس – دوللي ماديسون السيدة الأولى للولايات المتحدة.
- 7 مارس – ديفيد هولمز حاكم ميسيسيبي [الإنجليزية]‏.
- 7 مارس – ويليام يوستيس وزير حرب الولايات المتحدة.

### انتهاء فترة المنصب
- 1 يناير – روبرت سميث الأمين العام.
- 3 مارس – ادوارد تيفين عضو مجلس الشيوخ الأمريكي.
- 3 مارس – جيمس ماديسون وزير الخارجية الأمريكي.
- 3 مارس – ديفيد هولمز عضو مجلس النواب الأمريكي.
- 4 مارس – توماس جفرسون رئيس الولايات المتحدة.
- 4 مارس – هنري ديربورن وزير حرب الولايات المتحدة.
- 1 مايو – ليفي لينكون نائب حاكم ماساتشوستس [الإنجليزية]‏، حاكم ماساتشوستس [الإنجليزية]‏.
- 11 أكتوبر – ميريويذر لويس حاكم ميسوري  [لغات أخرى]‏.

## مواليد

### يناير
- 19 يناير – إدغار آلان بو

### فبراير
- 12 فبراير – أبراهام لينكون الرئيس السادس عشر لأمريكا.
- 15 فبراير – سايروس هول ماكورميك

### مارس
- 15 مارس – جوزيف جنكينز روبرتس سياسي أمريكي.

### أبريل
- 24 أبريل – جون فرانسيس هامترامك كليبورن سياسي أمريكي.

### يونيو
- 4 يونيو – كولومبوس ديلانو سياسي أميركي.
- 9 يونيو – ريتشارد دبليو تومسون سياسي أمريكي.

### يوليو
- 28 يوليو – أورمسبي إم ميتشل

### أغسطس
- 1 أغسطس – وليام ترافيس عسكري من الولايات المتحدة الأمريكية.
- 22 أغسطس – جوزيف غيليسبي سياسي أمريكي.
- 27 أغسطس – هانيبال هاملين سياسي أمريكي.
- 29 أغسطس – أوليفر وندل هولمز

### سبتمبر
- 4 سبتمبر – مانويل مونت

### أكتوبر
- 16 أكتوبر – توماس دروموند سياسي أمريكي.
- 24 أكتوبر – دانيال كلارك سياسي أمريكي.

### نوفمبر
- 4 نوفمبر – بنيامين روبنز كورتيس سياسي أمريكي.

### ديسمبر
- 24 ديسمبر – كيت كارسون
- 29 ديسمبر – ألبرت بايك

## وفيات

### مارس
- 6 مارس – توماس هيوارد الابن (مواليد 1746) سياسي أمريكي.

### أكتوبر
- 11 أكتوبر – ميريويذر لويس (مواليد 1774) مستكشف أمريكي.